# Peucedanum anamallayense
Peucedanum anamallayense är en flockblommig växtart som beskrevs av Charles Baron Clarke. Peucedanum anamallayense ingår i släktet siljor, och familjen flockblommiga växter. Inga underarter finns listade i Catalogue of Life.